# ギャズビー
『ギャズビー―"E"の文字を使わない5万語以上の物語』 (Gadsby: A Story of Over 50,000 Words Without Using the Letter "E" ) は、1939年のアーネスト・ヴィンセント・ライトの小説である。廃れつつある架空の都市ブラントン・ヒルズを巡り、この街を蘇らせる主人公のジョン・ギャズビーと彼が率いる青年組織の活躍を描いている。
この小説はリポグラムによって書かれており、"e"を含む単語は使われていない。自費出版された当時はほとんど注目されなかったが、今では実験小説の愛好家から親しまれるとともに、蔵書家の間でも稀覯書としてたいへんな人気を集めている。後の版ではサブタイトルが変更され「"E"の文字のない5万語の小説」となっているものがある(50,000 Word Novel Without the Letter "E" )。また刊行後28年目の著作権更新に手違いがあったことから、この小説はアメリカでは1968年にパブリック・ドメインとなった。

## リポグラム

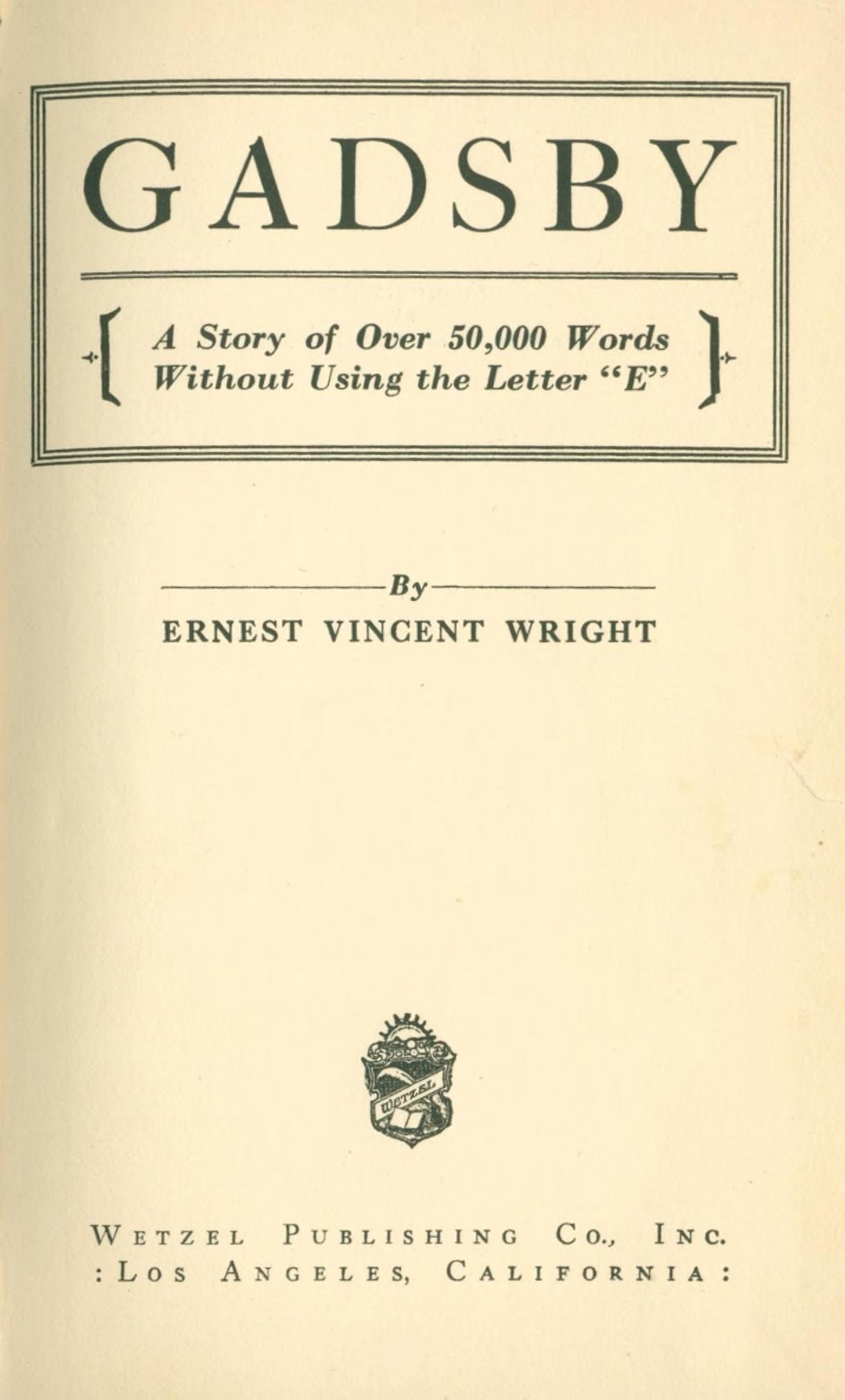
初版の表紙

この小説は50,110語中に一切 "e"を含んでいない。『ギャズビー』の序文でライトは一番の苦労が動詞の過去形につく接尾辞である"-ed" を回避することだったと述べており、"-ed"をとらない動詞や助動詞の"do"を使って（たとえば、"walked"のかわりに"did walk"を使用して）文章を組み立てた点を強調している。言葉の選択肢が狭まったことで数量や代名詞、その他多くの常用語を伴う論述も大幅に制限され、ライトは7から29までの数量については語ることができなかった。言語学の専門誌である『Word Ways』に掲載された記事によれば、"e"を避けようとしたライトにも使用可能だったのは英語において最も使用頻度の高い上位500語のうち250語だった。また時に省略形が使われているが、あくまでその語の完全形にも"e"が含まれていない場合だけである。例えば、"Dr." (doctor)や"P.S." (postscript) など。
またライトは有名な言い回しをリポグラムで言い換えることもしている。音楽は「野蛮人の胸をなごませる」("calm a wild bosom")となり、ジョン・キーツの『エンディミオン』にある「美しきは永遠なる喜び」("a thing of beauty is a joy forever") という詩句がEの文字を使わずに ("a charming thing is a joy always")と表現されている。

## プロットと構成
故郷のブラントン・ヒルズの没落に危機感を覚えた50歳のジョン・ギャズビーは、若者を集めて「青年団」を組織し、街への誇りを取り戻すとともに住環境を改善しようとする。ギャズビーと若さにあふれるその仲間たちは困難を乗り越え、ブラントン・ヒルズを停滞した村から活気ある栄えた都市へと変貌させる。物語の終わりでは組織のメンバーたちはその功績を称えられて感謝状を授与され、ギャズビーは市長となり街の人口を2千人から6万人へと成長させることに貢献する。
ストーリーは1906年ごろを起点とし、第一次世界大戦、禁酒法時代、ハーディング政権までを追う。『ギャズビー』は実質的に二部構成であり前半（全体の長さの四分の一）は厳密にブラントン・ヒルズの歴史とそこでのギャズビーの境遇を描き、小説の後半ではそれ以外の街の住人を描写することに時間を割いている。
地の文は匿名の語り手の視点から書かれているが、この語り手は延々と自分の貧弱な作文技術に愚痴をこぼし、回りくどい言辞を繰り返す。「いま、当然ながらこの通りこういう話を書いているわけで、序文に書いたとおりの有様なのだが、時おり文章に『難所』が見つかるのは驚くことではなく」、「だから私が何を頼みにしているかといえば批評眼ある世間の皆さんの頭のなかにいる私がいつもある記号を含んでいる単語をあえて避けているということで、その記号はといえば今日の我々アングロサクソンの書きものにはごくごく一般的にそのまま使われているものなのだ」

## 出版

アーネスト・ヴィンセント・ライト

ライトはこの原稿を仕上げるために長年を費やしているようである。正式に出版されたのは1939年であるが、新聞のユーモア・コラムでこの"e"なしの小説の原稿について言及されるのはその何年も前である。彼は刊行に先立ち折りにふれてこの原稿を「青春時代を擁護するもの」(Champion of Youth) と言い及んでいたのだ。1930年10月、フロリダ州タンパのそばで暮らしていたライトは「イヴニング・インデペンデント」紙にリポグラムの傑作を書いたことを自慢する手紙を書き、新聞でこの技法のコンテストを開き優勝者には250ドルを出すように薦めている（新聞社はこの提案を却下した）。
本を出してくれる会社を探していてかけまわっていたライトだったが、結局自費出版業者であるウェッテル社を使うことにした。稀覯本を扱う「Bookride」ブログ版の2007年の記述によれば、このギャズビーの在庫を保管していた倉庫は印刷の直後に焼けてしまい「この不運な小説はわずかな部数を残してほとんどが」失われてしまった。この小説は書評も出ないまま「少数の前衛的なフランス知識人やいろいろの珍品、奇品、風変わりな品に目が利く人々の努力によってなんとか保存されている」状態にあった。この本の希少性や珍しさは、書籍商が初版に4千ドルの値をつけていることからもわかる。そしてライトはその年のうちに亡くなった。
ライトは1937年にいま書いている本はやりがいのある作品だと語っていたが、彼の取り組みについて「オシュコシュ・デイリー」に記事を書いた人間は皮肉な調子で、不眠症に悩む人間にリポグラムでものを書くことを薦めている。一方で「ギャズビー」の序言によれば「この物語が書かれたのは文学的な評価を得ようという狙いからではなく、『不可能だ』という執拗な声を聞く度に湧き起こる何かとめどない感情によるものだ」。そして最終稿が完成するまでタイプライターの "e" のキーは固定して動かないようにしていた、とライトはいう。「完成したということは、つまりこの母音が一文字たりともうっかり入り込んでいるということはないだろうということだ。多くの人間がそれに挑戦してきたのだ！」

## 受容と影響

現代英語におけるアルファベット別の使用頻度

1937年に『オシュコシュ・デイリー』紙に掲載された記事は原稿段階ながらこの本は「驚くほど滑らか。たどたどしい箇所は皆無。プロットは途切れることなく、ほとんど古典作品のごとき明瞭さが得られている」と（リポグラムで）書いている。
La Disparition（『煙滅』）はある意味ではこの『ギャズビー』に触発されたリポグラムによる小説である。こちらはフランス語の小説だが全編にわたって"e"の文字を含まないだけでなく分量も5万ワード分は優にある。著者のジョルジュ・ペレックは国際的な実験文学集団ウリポのメンバーである友人にライトの本を紹介されたが、そのライトが『ギャズビー』で成功の目をみていなかったため、こういった作品を出しても「ギャズビー程度に」終わってしまう「危険を冒す」ことだとペレックは意識せざるをえなかった。ライトへの目配せとしてこの『煙滅』には「ギャズビー・V・ライト卿」という名の人物が登場するが、彼は主人公アントン・ボイルの教師役であり、そもそも『煙滅』におけるボイルを中心にした構成が実際は『ギャズビー』からの引用なのである。(また、ギルバート・アデアは、この作品をeを使わず英語に翻訳した。)
『ブック』誌が2002年にジェイ・ギャッツビーを20世紀で最も偉大な架空の人物に選んだことで『ヴィレッジ・ヴォイス』紙がユーモア・コラムでこの『ギャズビー』に触れており、筆者のエド・パークが冗談まじりにライトの文体をまねしている（「特定の記号を省略せんがため言葉と（ああそして！）脳髄をむち打つリポグラムの凝り性たちは、まさにあえぎながらこう言う。『ちょとその音の響いているコミュニケーション・ツールを置いてくれ！ J.ギャッツビーはどうなった？』」）。BBCラジオの語学番組『English Now』の進行役デイヴィッド・クリスタルはこの本を「おそらくかつてこのジャンルで試みられたなかで最も野心的な作品」と呼んでいる。トレヴァー・キットソンはライトの本と出会ったことが短いリポグラムの作品を書くきっかけになったと2006年にニュージーランドの『マナワツ・スタンダード』紙で語っている。それによってライトの仕事がいかに困難なものであったかを改めて思い知らされたが、それでもこの本の結末部分にはあまり感心しなかったとキットソンはいう。「実を言うとこの本は（『レッド・ドワーフ』のデイブ・リスターを引き合いにだすほど）私の心をわし掴みにしたというわけではない」「やたらと澄ましていて（もちろんtweeという言葉を使っているというわけではない）、アメリカの子供はほぼ全員が教会に行き、結婚式を挙げると言わんばかりだ」。ダグラス・ホフスタッターの著書『マロの美しき調べ』では比較のために『ギャズビー』の一部が引用されている。